# A Ilha de Bergman
A Ilha de Bergman é um documentário sueco de 2004 dirigido por Marie Nyreröd. O filme aborda o amor do diretor Ingmar Bergman pelo lugar no qual viveu por décadas.

## Sinopse
O diretor sueco Ingmar Bergman revela seu mundo na desolada e misteriosa ilha de Fårö. Então com 88 anos, pouco tempo antes de sua morte, revê sua vida e os mais de 60 anos dedicados ao cinema, além da longa trajetória no teatro e na TV, em meio a trechos de seus filmes e cenas de bastidores.

## Elenco
- Ingmar Bergman... ele mesmo
- Erland Josephson... ele mesmo
- Marie Nyreröd... ela mesma

## Prêmios
| Ano  | Prêmio                                      | Categoria                       | Resultado |
| ---- | ------------------------------------------- | ------------------------------- | --------- |
| 2005 | Mostra Internacional de Cinema de São Paulo | Melhor documentário estrangeiro | Venceu    |
| 2005 | Emmy Internacional                          | Melhor programa artístico       | Indicado  |